# Piratbyrån
Piratbyrån var en svensk interesseorganisation, der beskæftigede sig med spørgsmål om ophavsret, piratkopiering og personlig integritet for netbrugere. Organisationen eksisterede fra 2003 til 2010.
Udgangspunktet for Piratbyrån var at eftersom computeres kraftige vækst havde gjort det muligt at give alle med adgang til internettet adgang til al digital information, skulle denne udvikling ikke hæmmes af opphavsret og softwarepatenter. Navnet spiller på brancheorganisationen 'Svenska Antipiratbyrån'.
Piratbyrån forsøgte først og fremmest at tilvejebringe en debat om ophavsret og anden immateriel ejendom for at ændre synet på denne. Netstedet samlede artikler om ophavsret, de sidste nyheder, guider om piratkopiering og startede også BitTorrent-trackeren The Pirate Bay, som senere blev gjort uafhængig af Piratbyrån. 
Rasmus Fleischer var talsmand for organisationen Piratbyrån.